# Manchester Ship Canal

Loop van het kanaal

Het Manchester Ship Canal (MSC) is een 60 kilometer lang kanaal in Noord-West Engeland dat officieel werd geopend op 21 mei 1894.
De zogenaamde "Big Ditch" (Grote Gracht) bestaat uit de voor zeeschepen bevaarbaar gemaakte rivieren Irwell en Mersey vanaf Eastham Locks aan het Mersey estuarium tot het stadscentrum van Manchester. Door de bouw van het kanaal promoveerde het ver landinwaarts gelegen Manchester tot zeehaven.

## Geschiedenis

### Voorbereidingen
Het kanaal werd gebouwd om de economische neergang waaraan Manchester op het eind van de 19e eeuw onderhevig was te stoppen. Door de stad van een directe toegang tot zee te voorzien, wilde men de afhankelijkheid van de haven van Liverpool voor de exportgerichte industrie in Manchester verminderen, wat de groei zou stimuleren.
De grote voorvechter voor de bouw was de lokale industrieel Daniel Adamson die op 27 juni 1882 een vergadering organiseerde waarop tal van lokale zakenmensen, politici en twee bouwkundigen waren uitgenodigd. Beide ingenieurs werd gevraagd voorstellen voor de bouw van een kanaal in te dienen en deze van Edward Leader Williams werden weerhouden als basis voor een wetsvoorstel dat ter goedkeuring werd voorgelegd aan het parlement in november 1882. Sterke oppositie vanuit Liverpool en van de spoorwegmaatschappijen zou ervoor zorgen dat de goedkeuring van de plannen er pas kwam op 6 augustus 1885. De promotors kregen twee jaar om vijf miljoen pond samen te brengen om de eerste bouwkosten te dekken, en het reeds bestaande Bridgewater Canal te kopen. De bouw van het kanaal begon op 11 november 1887.
Het grootste deel van de kosten zou gedragen worden door de lokale belastingplichtigen, via de Manchester City Corporation. Leningen werden verstrekt op voorwaarde dat deze 11 van de 21 zetels in de bestuursraad van de kanaalmaatschappij, geleid door bouwondernemer en parlementslid John Aird, zou krijgen. Het was Airds firma die het kanaal zou afwerken na de dood van de vorige ondernemer Thomas Walker.

### Bouw
Bij de bouw van het kanaal werd 54 miljoen m³ grond uitgegraven, hiervoor werden tot 17.000 arbeiders ingezet, en werd volop gebruikgemaakt van locomotieven, en stoomgedreven kranen voor aan- en afvoer en stoommachines voor het wegpompen van grondwater. Het werk werd tweemaal onderbroken omwille van het vollopen van de uitgegraven gedeelten.
Het belangrijkste bouwwerk langs het kanaal is het Barton Swing Aquaduct dat het Bridgewater Canal over het MSC voert en dat uniek is omdat het 90 graden opengedraaid kan worden om zeeschepen op het kanaal door te laten.
Het kanaal werd volledig gevuld met water in november 1893 en geopend voor de scheepvaart op 1 januari 1894. De bouw werd gesuperviseerd door zijn ontwerper Edward Leader Williams, die hiervoor bij gelegenheid van de officiële opening op 21 mei 1894 door koningin Victoria werd geridderd.

### MSC Spoorlijn
Om de grote goederenstroom die via het kanaal aangevoerd werd te kunnen afhandelen werd een aparte spoorwegmaatschappij opgericht die de verbinding verzorgde met het nationale spoorwegnet.

## Route
Vanaf Eastham loopt het kanaal parallel aan de Mersey, langs Ellesmere Port tot bij Runcorn waar de Weaver uitmondt in het kanaal. Tussen Warrington en Flixton gaat het kanaal op in de loop van de Mersey, en vanaf daar tot Salford in deze van de Irwell. Het kanaal eindigt net voorbij Pomona Docks, te Manchester. Door de bouw van een vaste brugverbinding zijn deze dokken zijn vandaag nog slechts bereikbaar voor kleinere schepen, voor de grotere is Salford Quays het eindpunt.
Door de bouw van het kanaal werd Manchester de derde drukste zeehaven van Groot-Brittannië ondanks zijn ligging 60 km landinwaarts.

## Tegenwoordig
In tegenstelling tot de meeste Britse kanalen werden het MSC en het Bridgewater Canal nooit genationaliseerd. In 1987 nam Peel Holdings het kanaal over. Door de sterke terugval van de industrie en het feit dat de meeste zeeschepen ondertussen te groot zijn voor het kanaal is het verkeer sterk teruggelopen. Voor de Tweede Wereldoorlog lag de overslag in de havens langs het kanaal nog op zo'n 6 miljoen ton per jaar. Na de oorlog was er een opleving en decennia lang lag de overslag rond de 15 en 20 miljoen ton op jaarbasis, maar in 1985 was het gedaald onder de 10 miljoen ton. Jaarlijks worden nu nog ongeveer 8 miljoen ton goederen vervoerd.
De maximumafmetingen voor schepen op het kanaal bedragen nu 170,68 meter bij 21,94 meter, de maximale diepgang bedraagt 8,78 meter.

## Trivia
- Het Imperial War Museum North ligt aan zijn oever, vlak bij zijn eindpunt.